# Cataulacus striativentris

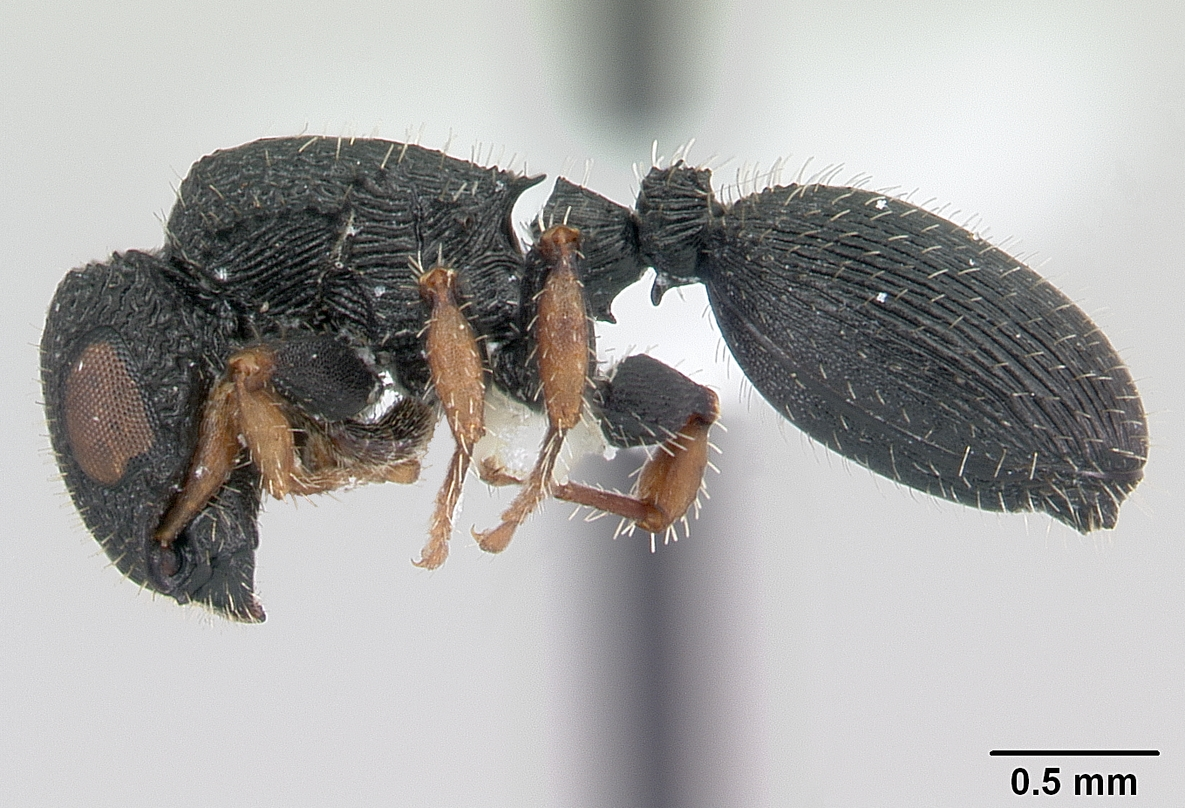
Вид в профиль.

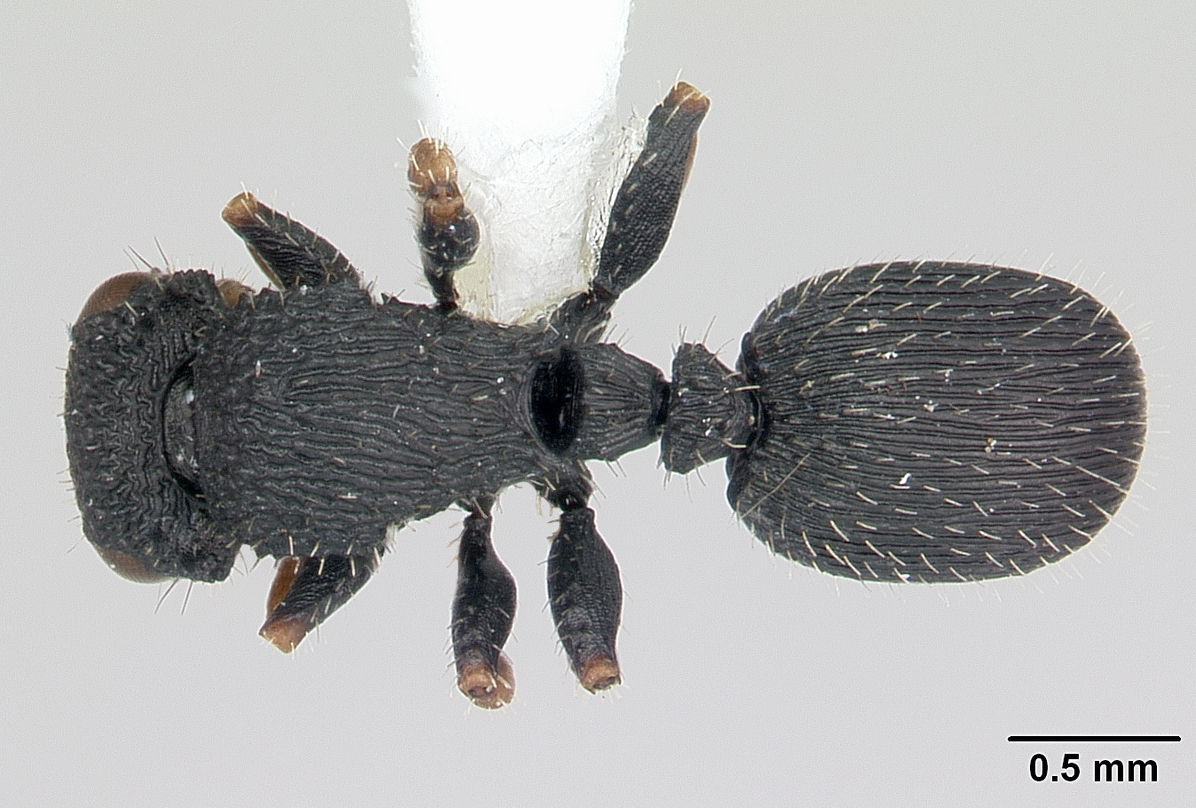
Вид сверху.

Cataulacus striativentris (лат.) — вид древесных муравьёв рода Cataulacus из подсемейства Myrmicinae (Formicidae). Афротропика: ДРК, Кения, Уганда.

## Описание
Мелкие муравьи чёрного цвета. Длина тела рабочих 3,6—3,7 мм. Длина головы равна 0,90—0,94 мм (ширина головы — 0,86—0,88 мм).
Проподеум угловатый с 2 длинными заострёнными шипиками. Нижнечелюстные и нижнегубные щупики состоят из 5 и 3 члеников соответственно. Скапус короткий, длина его у рабочих равна 0,48 мм. Глаза крупные, расположены в заднебоковой части головы. Усики рабочих состоят из 11 члеников и имеют булаву из трёх вершинных сегментов. Голова и грудь с многочисленными морщинками. Первый тергит брюшка сильно увеличенный. Стебелёк между грудкой и брюшком состоит из двух члеников: петиолюса и постпетиолюса (последний четко отделен от брюшка), жало развито, куколки голые (без кокона).

## Систематика
Вид был впервые описан в 1924 году швейцарским мирмекологом Феликсом Санчи (Felix Santschi, 1872—1940) по материалам из Конго. Вместе с видами C. adpressus, C. brevisetosus, C. centrurus, C. jacksoni, C. moloch, C. taylori и другими принадлежит к комплексу видов tenuis species complex и трибе Crematogastrini (ранее в Cataulacini). Таксон Cataulacus striativentris сходен с видами Cataulacus intrudens и Cataulacus wissmannii.